# Giải vô địch bóng đá bãi biển thế giới
Giải vô địch bóng đá bãi biển thế giới (tiếng Anh: FIFA Beach Soccer World Cup) là giải đấu bóng đá bãi biển quốc tế của các đội tuyển quốc gia của các liên đoàn thành viên thuộc FIFA, cơ quan quản lý toàn cầu của môn thể thao này. Giải đấu này diễn ra sau Giải vô địch bóng đá bãi biển thế giới của BSWW được thành lập năm 1995, diễn ra hàng năm trong thập kỷ tiếp theo dưới sự giám sát của Liên đoàn bóng đá bãi biển thế giới (BSWW) và các tổ chức tiền nhiệm. FIFA đã bắt tay với BSWW vào năm 2005 để tiếp quản việc tổ chức giải đấu, đổi tên thành giải đấu chính thức của FIFA.
Từ năm 2009, giải đấu được tổ chức hai năm một lần để các giải đấu châu lục có thể phát triển mà không phải chịu gánh nặng của vòng loại Giải vô địch thế giới chen chúc trong lịch trình mỗi 12 tháng. Sự phổ biến ngày càng tăng của bóng đá bãi biển trên toàn cầu đã dẫn đến quyết định của FIFA chuyển sân thi đấu của Giải vô địch từ quê hương Brasil đến các nơi khác trên thế giới để tận dụng và tiếp tục kích thích sự quan tâm trên toàn cầu.
Thể thức giải đấu hiện tại kéo dài trong khoảng 10 ngày và bao gồm 16 đội ban đầu thi đấu trong bốn bảng, mỗi bảng bốn đội. Những đội nhất và nhì bảng sẽ tiến tới một loạt các vòng đấu loại trực tiếp cho đến khi tìm ra nhà vô địch. Các đội thua bán kết sẽ đấu với nhau trong một trận tranh hạng ba để xác định đội hạng ba và hạng tư.
Mùa giải đầu tiên được tổ chức bên ngoài Brasil là tại 2008 ở Marseille, Pháp. Mùa giải gần đây nhất vào năm 2025 được tổ chức tại Victoria, Seychelles, và chức vô địch đã thộc về Brasil là nhà vô địch lần thứ bảy – sau khi đánh bại Belarus với tỷ số 4–3 trong trận chung kết.

## Lịch sử
Giải vô địch bóng đá bãi biển thế giới lần đầu tiên được tổ chức tại Brasil vào năm 1995, do những người tiền nhiệm của những người sáng lập ra các quy tắc chuẩn hóa hiện đại, Liên đoàn bóng đá bãi biển thế giới, tổ chức dưới tên gọi Giải vô địch bóng đá bãi biển thế giới (Beach Soccer World Championships). Mùa giải cuối cùng tổ chức vào năm 2004.
Năm 2005, FIFA đã hợp tác với BSWW để đồng tổ chức một giải vô địch thế giới mới dưới tên FIFA. Họ giữ nguyên truyền thống tổ chức giải vô địch thế giới tại Rio de Janeiro và tiếp tục cho phép 12 đội tham gia, tiếp nối mùa giải năm 2004. Chính Pháp của Eric Cantona đã giành chức vô địch trong giải đấu sau khi đánh bại Bồ Đào Nha trên chấm phạt đền trong trận chung kết.
Giải đấu được coi là "thành công lớn" và do đó, đối với mùa giải năm 2006 và sau đó, FIFA đã quyết định chuẩn hóa số lượng đội tham dự thành 16 quốc gia. Sau đó, Vòng loại Giải vô địch bóng đá bãi biển thế giới cũng được thành lập và sẽ diễn ra trong suốt cả năm.

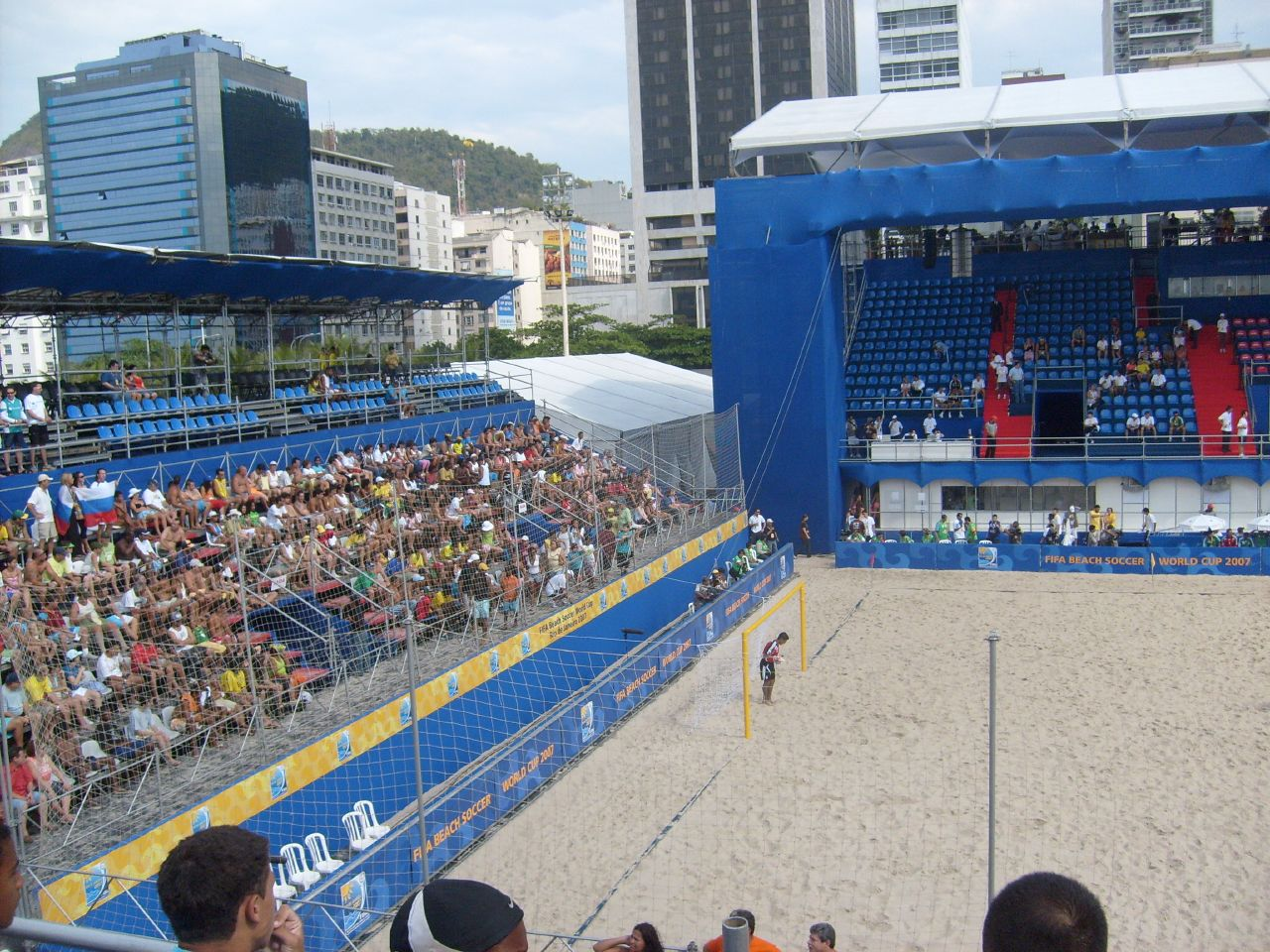
Một cảnh trong mùa giải năm 2007 tại Brasil

Vào cuối mùa giải năm 2007, giải đấu đã trở nên phổ biến hơn, với việc ban quản lý FIFA tiếp quản giải đấu, thúc đẩy nhiều quốc gia công nhận bóng đá bãi biển là môn thể thao "chính". FIFA quyết định thay đổi địa điểm tổ chức. Một cuộc bỏ phiếu đã tổ chức để mở rộng sự phổ biến của môn thể thao này, và có thông báo rằng mùa giải năm 2008 sẽ diễn ra tại Marseille, Pháp, và mùa giải năm 2009 sẽ diễn ra tại Dubai, Các Tiểu vương quốc Ả Rập Thống nhất. Các giải đấu này sẽ là những mùa giải đầu tiên diễn ra bên ngoài Brazil.
Mùa giải năm 2008 là lần đầu tiên Brazil phải vượt qua vòng loại để tham gia giải đấu vì họ không phải là nước chủ nhà. Mùa giải năm 2009 là kỷ niệm 15 năm ngày thành lập Giải vô địch bóng đá bãi biển thế giới, với việc Brasil tiếp tục thống trị.
Trước trận chung kết mùa giải năm 2009, FIFA đã thông báo rằng giải sẽ được tổ chức theo thể thức mới sau mỗi hai năm, bắt đầu từ mùa giải năm 2011. FIFA đã biện minh cho quyết định này bằng cách tuyên bố rằng họ muốn các Liên đoàn có nhiều thời gian hơn để phát triển môn thể thao này, do đó cho phép một năm giữa các mùa giải để các Liên đoàn tổ chức các giải đấu địa phương của riêng mình. Đây là quyết định chung giữa các liên đoàn thành viên và FIFA. Vào tháng 3 năm 2010, FIFA đã xác nhận rằng mùa giải năm 2011 sẽ diễn ra tại Ý và mùa giải năm 2013 sẽ diễn ra tại Tahiti.
Năm 2013, FIFA đã mở rộng Huy hiệu vô địch FIFA cho những đội vô địch giải đấu, nơi mà Nga đã giành chức vô địch.

## Vòng loại
Sau giải đấu FIFA đầu tiên tại 2005, số lượng đội tham dự vòng chung kết đã được FIFA tăng lên mức kỷ lục là 16 và do đó, cơ quan quản lý cùng với BSWW đã họp với từng liên đoàn để thiết lập một quy trình vòng loại chuẩn cho mỗi kỳ vô địch thế giới bằng cách thành lập các giải vô địch cho mỗi liên đoàn. Những đội thắng trong các giải vô địch này sẽ được công nhận là đội bóng xuất sắc nhất trong khu vực, "thúc đẩy tính cạnh tranh của khu vực và quan trọng nhất là đóng vai trò là phương pháp nhất quán để giành quyền tham dự Giải vô địch thế giới cho các đội bóng xuất sắc nhất của mỗi liên đoàn. Điều này cũng sẽ giúp nâng cao nhận thức về môn thể thao này trên toàn cầu và đảm bảo rằng tất cả các liên đoàn đều có đại diện tại vòng chung kết tại mọi mùa giải tiếp theo, không giống như trước đây."
Bên cạnh châu Âu tiếp tục sử dụng Giải vô địch bóng đá bãi biển châu Âu làm phương pháp vòng loại Giải vô địch thế giới cho đến năm 2008, tất cả các liên đoàn khác đều tổ chức giải vô địch đầu tiên vào năm 2006 để chuẩn bị cho trận chung kết vào cuối năm đó.

### Tham dự
Việc phân bổ các suất tham dự Giải vô địch thế giới và số lượng đội tuyển đủ điều kiện từ giải vô địch khu vực của họ tham dự Giải vô địch thế giới đã được FIFA quyết định vào năm 2006 như sau:
| Liên đoàn | Lục địa                 | Giải đấu loại                                                    | Số lượng quốc gia đủ điều kiện |      | Các đội tham gia vòng loại | Các đội tham gia vòng loại | Các đội tham gia vòng loại | Các đội tham gia vòng loại | Các đội tham gia vòng loại | Các đội tham gia vòng loại | Các đội tham gia vòng loại | Các đội tham gia vòng loại | Các đội tham gia vòng loại | Các đội tham gia vòng loại |
| Liên đoàn | Lục địa                 | Giải đấu loại                                                    | Số lượng quốc gia đủ điều kiện | 2006 | 2007                       | 2008                       | 2009                       | 2011                       | 2013                       | 2015                       | 2017                       | 2019                       | 2021                       |                            |
| --------- | ----------------------- | ---------------------------------------------------------------- | ------------------------------ | ---- | -------------------------- | -------------------------- | -------------------------- | -------------------------- | -------------------------- | -------------------------- | -------------------------- | -------------------------- | -------------------------- | -------------------------- |
| UEFA      | Châu Âu                 | Vòng loại Giải vô địch bóng đá bãi biển thế giới khu vực châu Âu | 5 đội                          | 171  | 221                        | 24                         | 26                         | 27                         | 24                         | 24                         | 28                         | 20                         | 27                         |                            |
| CONMEBOL  | Nam Mỹ                  | Cúp bóng đá bãi biển Nam Mỹ                                      | 3 đội                          | 6    | 3                          | 7                          | 8                          | 9                          | 9                          | 10                         | 10                         | 10                         | 10                         |                            |
| AFC       | Châu Á                  | Cúp bóng đá bãi biển châu Á                                      | 3 đội                          | 6    | 6                          | 6                          | 7                          | 11                         | 16                         | 15                         | 14                         | 15                         | –                          |                            |
| CAF       | Châu Phi                | Cúp bóng đá bãi biển châu Phi                                    | 2 đội                          | 6    | 8                          | 8                          | 9                          | 9                          | 8                          | 20                         | 15                         | 13                         | 14                         |                            |
| CONCACAF  | Bắc, Trung Mỹ và Caribe | Giải vô địch bóng đá bãi biển CONCACAF                           | 2 đội                          | 5    | 4                          | 4                          | 6                          | 8                          | 10                         | 16                         | 16                         | 16                         | 12                         |                            |
| OFC       | Châu Đại Dương          | Cúp bóng đá bãi biển châu Đại Dương                              | 1 đội                          | 4    | 4                          | –                          | 4                          | 3                          | 3                          | –                          | –                          | 5                          | –                          |                            |
|           |                         | Tổng cộng                                                        | 16 đội                         | 44   | 47                         | 49                         | 50                         | 67                         | 70                         | 85                         | 83                         | 79                         | 63                         |                            |

^  Là một phần của Giải vô địch  bóng đá bãi biển châu Âu
Liên đoàn của nước chủ nhà mất một suất tham dự vòng loại. Tức là vì mùa giải năm 2015 được tổ chức tại Bồ Đào Nha, họ tự động đủ điều kiện tham dự và giành một trong năm suất tham dự vòng loại khu vực châu Âu. Do đó, trong vòng loại khu vực châu Âu 2015, chỉ có bốn đội đủ điều kiện từ các giải vô địch để tham gia cùng đội chủ nhà, tạo nên tổng cộng năm quốc gia châu Âu.
Như thể hiện trong bảng, số lượng các quốc gia tham dự các giải đấu vòng loại nhìn chung vẫn tiếp tục tăng qua từng năm; tổng số lượng đội tham dự trên toàn cầu đã tăng gần gấp đôi kể từ năm 2006.
Mặc dù là giải đấu hàng đầu ở hầu hết các khu vực, nhưng vì mục tiêu chính là giành quyền tham dự Giải vô địch thế giới, đôi khi các đội không tham dự do tự động giành quyền vào vòng chung kết khi chủ nhà Brasil hoãn Giải vô địch bóng đá bãi biển Nam Mỹ 2007 và Tahiti hoãn Giải vô địch bóng đá bãi biển châu Đại Dương 2013.

## Kết quả
| Brasil |  | Bãi biển Copacabana, Rio de Janeiro, Brasil |

| Brasil |  | Bãi biển Copacabana, Rio de Janeiro, Brasil |

| Brasil |  | Bãi biển Copacabana, Rio de Janeiro, Brasil |

| Pháp |  | Bãi biển Prado, Marseille, Pháp |

| Các Tiểu vương quốc Ả Rập Thống nhất |  | Bãi biển Jumeirah, Dubai, Các Tiểu vương quốc Ả Rập Thống nhất |

| Ý |  | Bến du thuyền Ravenna, Ravenna, Ý |

| Polynésie thuộc Pháp |  | Place To'atā, Papeete, Tahiti |

| Bồ Đào Nha |  | Bãi biển Baía, Espinho, Bồ Đào Nha |

| Bahamas |  | Malcolm Park, Nassau, Bahamas |

| Paraguay |  | Olympic Park, Luque, Paraguay |

| Nga |  | Khu liên hợp Luzhniki, Moskva, Nga |

| Các Tiểu vương quốc Ả Rập Thống nhất |  | Design District, Dubai, Các Tiểu vương quốc Ả Rập Thống nhất |

| Seychelles |  | Victoria, Seychelles |

### Các đội lọt vào top 4
Nhìn chung, 15 trong số 42 quốc gia từng tham dự đã lọt vào top 4; bốn quốc gia đã giành được danh hiệu.
Brasil là quốc gia thành công nhất, với sáu lần vô địch. Kể từ đầu những năm 2010, danh hiệu của họ đã trở nên ít rõ ràng hơn, với bốn trong số sáu lần vô địch diễn ra vào những năm 2000. Tiếp theo là Nga với ba danh hiệu, Bồ Đào Nha với hai danh hiệu và Pháp với một danh hiệu. Brasil và Bồ Đào Nha là những đội duy nhất giành được danh hiệu vô địch thế giới trước và sau khi FIFA bắt đầu công nhận môn thể thao này.
Brasil là quốc gia duy nhất lọt vào vòng bán kết của mọi giải đấu cho đến năm 2015 khi họ kết thúc ở vị trí thứ năm.
| Đội         | Vô địch                                        | Á quân               | Hạng ba                    | Hạng tư        |    | Tổng số lần vào top 4 |
| ----------- | ---------------------------------------------- | -------------------- | -------------------------- | -------------- | -- | --------------------- |
| Brasil      | 7 (2006*, 2007*, 2008, 2009, 2017, 2024, 2025) | 1 (2011)             | 2 (2005*, 2013)            | –              | 10 |                       |
| Nga[RFU]    | 3 (2011, 2013, 2021*)                          | –                    | 2 (2015, 2019)             | –              | 5  |                       |
| Bồ Đào Nha  | 2 (2015*, 2019)                                | 1 (2005)             | 4 (2008, 2009, 2011, 2025) | 1 (2006)       | 8  |                       |
| Pháp        | 1 (2005)                                       | –                    | 1 (2006)                   | 1 (2007)       | 3  |                       |
| Ý           | –                                              | 3 (2008, 2019, 2024) | –                          | 2 (2015, 2017) | 5  |                       |
| Tahiti      | –                                              | 2 (2015, 2017)       | –                          | 1 (2013*)      | 3  |                       |
| Uruguay     | –                                              | 1 (2006)             | 1 (2007)                   | 1 (2009)       | 3  |                       |
| Thụy Sĩ     | –                                              | 1 (2009)             | 1 (2021)                   | –              | 2  |                       |
| Nhật Bản    | –                                              | 1 (2021)             | –                          | 2 (2005, 2019) | 3  |                       |
| Tây Ban Nha | –                                              | 1 (2013)             | –                          | 1 (2008)       | 2  |                       |
| Belarus     | –                                              | 1 (2025)             | –                          | 1 (2024)       | 2  |                       |
| México      | –                                              | 1 (2007)             | –                          | –              | 1  |                       |
| Iran        | –                                              | –                    | 2 (2017, 2024)             | –              | 2  |                       |
| El Salvador | –                                              | –                    | –                          | 1 (2011)       | 1  |                       |
| Sénégal     | –                                              | –                    | –                          | 2 (2021, 2025) | 2  |                       |

Chú thích
* = Chủ nhà

### Thống kê theo liên đoàn
|         | AFC | CAF | CONCACAF | CONMEBOL | OFC | UEFA | Tổng |
| ------- | --- | --- | -------- | -------- | --- | ---- | ---- |
| Số đội  | 36  | 23  | 24       | 36       | 13  | 56   | 188  |
| Top 8   | 14  | 7   | 5        | 24       | 5   | 41   | 96   |
| Top 4   | 5   | 1   | 2        | 12       | 3   | 25   | 48   |
| Top 2   | 1   | 0   | 1        | 8        | 2   | 12   | 24   |
| Vô địch | 0   | 0   | 0        | 6        | 0   | 6    | 12   |
| Á quân  | 1   | 0   | 1        | 2        | 2   | 6    | 12   |
| Hạng ba | 2   | 0   | 0        | 3        | 0   | 7    | 12   |
| Hạng tư | 2   | 1   | 1        | 1        | 1   | 6    | 12   |

### Tham dự giải đấu
Kể từ khi giải đấu được thành lập vào năm 2005, tính đến mùa giải năm 2021, đã có 39 quốc gia tham dự trong 11 mùa giải. Hai quốc gia đã tham dự tất cả các kỳ vô địch thế giới, đó là Brasil và Nhật Bản. Các đội tuyển châu Âu đã thống trị trong các vòng loại độc đáo theo châu lục, vì 10 trong số 39 quốc gia đến từ châu Âu, gấp đôi bất kỳ quốc gia nào khác.
Tám quốc gia từng tham dự các giải vô địch tiền thân đã không thể tham dự Giải vô địch thế giới của FIFA; Peru (5) đã tham dự nhiều giải đấu nhất mà chưa từng tham dự Giải vô địch thế giới do FIFA quản lý. Trong khi đó, Senegal (9) đã tham dự nhiều giải đấu do FIFA công nhận nhất mà chưa từng tham dự Giải vô địch thế giới cũ trước năm 2005.
| Số lần tham dự | Đội              | Tham dự lần đầu | Tham dự lần cuối | Thành tích tốt nhất |
| -------------- | ---------------- | --------------- | ---------------- | ------------------- |
| 13             | Brasil           | 2005            | 2025             | Vô địch             |
| 13             | Nhật Bản         | 2005            | 2025             | Á quân              |
| 12             | Bồ Đào Nha       | 2005            | 2025             | Vô địch             |
| 10             | Tây Ban Nha      | 2005            | 2025             | Á quân              |
| 10             | Ý                | 2006            | 2025             | Á quân              |
| 10             | Sénégal          | 2007            | 2025             | Hạng tư             |
| 9              | Argentina        | 2005            | 2024             | Tứ kết              |
| 9              | Iran             | 2006            | 2025             | Hạng ba             |
| 8              | Nga[RFU]         | 2007            | 2021             | Vô địch             |
| 8              | UAE              | 2007            | 2024             | Tứ kết              |
| 8              | Tahiti           | 2011            | 2025             | Á quân              |
| 7              | Uruguay          | 2005            | 2021             | Á quân              |
| 7              | Hoa Kỳ           | 2005            | 2024             | Vòng 1              |
| 7              | México           | 2007            | 2024             | Á quân              |
| 6              | Nigeria          | 2006            | 2019             | Tứ kết              |
| 6              | El Salvador      | 2008            | 2025             | Hạng tư             |
| 6              | Thụy Sĩ          | 2009            | 2021             | Á quân              |
| 6              | Oman             | 2011            | 2025             | Vòng 1              |
| 6              | Paraguay         | 2013            | 2025             | Tứ kết              |
| 5              | Quần đảo Solomon | 2006            | 2013             | Vòng 1              |
| 4              | Pháp             | 2005            | 2008             | Vô địch             |
| 4              | Belarus          | 2019            | 2025             | Á quân              |
| 3              | Ukraina          | 2005            | 2013             | Tứ kết              |

| Số lần tham dự | Đội         | Tham dự lần đầu | Tham dự lần cuối | Thành tích tốt nhất |
| -------------- | ----------- | --------------- | ---------------- | ------------------- |
| 2              | Bahrain     | 2006            | 2009             | Tứ kết              |
| 2              | Cameroon    | 2006            | 2008             | Vòng 1              |
| 2              | Ba Lan      | 2006            | 2017             | Vòng 1              |
| 2              | Costa Rica  | 2009            | 2015             | Vòng 1              |
| 2              | Bờ Biển Ngà | 2009            | 2013             | Vòng 1              |
| 1              | Úc          | 2005            | 2005             | Vòng 1              |
| 1              | Nam Phi     | 2005            | 2005             | Vòng 1              |
| 1              | Thái Lan    | 2005            | 2005             | Vòng 1              |
| 1              | Canada      | 2006            | 2006             | Tứ kết              |
| 1              | Venezuela   | 2011            | 2011             | Vòng 1              |
| 1              | Hà Lan      | 2013            | 2013             | Vòng 1              |
| 1              | Madagascar  | 2015            | 2015             | Vòng 1              |
| 1              | Bahamas     | 2017            | 2017             | Vòng 1              |
| 1              | Ecuador     | 2017            | 2017             | Vòng 1              |
| 1              | Panamá      | 2017            | 2017             | Vòng 1              |
| 1              | Mozambique  | 2021            | 2021             | Vòng 1              |
| 1              | Colombia    | 2024            | 2024             | Vòng 1              |
| 1              | Ai Cập      | 2024            | 2024             | Vòng 1              |
| 1              | Chile       | 2025            | 2025             | Vòng 1              |
| 1              | Guatemala   | 2025            | 2025             | Vòng 1              |
| 1              | Mauritanie  | 2025            | 2025             | Vòng 1              |
| 1              | Seychelles  | 2025            | 2025             | Vòng 1              |

## Khán giả
Trong tất cả các giải đấu, một địa điểm được sử dụng để tổ chức tất cả các trận đấu, ngoại trừ năm 2009, khi có hai địa điểm được sử dụng.
| Year                  | Địa điểm                                    | Sức chứa sân vận động | Số trận đấu | Tổng số lượt vào | Lượt vào thấp nhất | Lượt vào cao nhất | Lượt vào trung bình | Tỷ lệ khán giả % |
| --------------------- | ------------------------------------------- | --------------------- | ----------- | ---------------- | ------------------ | ----------------- | ------------------- | ---------------- |
| 2005                  | Rio de Janeiro, Brasil                      | 10,000                | 20          | 110,500          | 500                | 10,000            | 5,525               | 55%              |
| 2006                  | Rio de Janeiro, Brasil                      | 10,000                | 32          | 179,800          | 800                | 10,000            | 5,619               | 56%              |
| 2007                  | Rio de Janeiro, Brasil                      | 10,000                | 32          | 157,300          | 1,000              | 10,000            | 5,525               | 49%              |
| 2008                  | Marseille, Pháp                             | 7,000                 | 32          | 176,500          | 3,000              | 7,000             | 5,516               | 79%              |
| 2009                  | Dubai, Các Tiểu vương quốc Ả Rập Thống nhất | 5,700 / 1,200         | 32          | 97,500           | 150                | 5,700             | 3,047               | 63%              |
| 2011                  | Ravenna, Ý                                  | 5,500                 | 32          | 119,370          | 1,000              | 5,500             | 3,730               | 68%              |
| 2013                  | Papeete, Tahiti                             | 4,200                 | 32          | 109,650          | 1,100              | 4,200             | 3,427               | 82%              |
| 2015                  | Espinho, Bồ Đào Nha                         | 3,500                 | 32          | 96,300           | 1,600              | 3,500             | 3,009               | 86%              |
| 2017                  | Nassau, Bahamas                             | 3,500                 | 32          | 57,450           | 400                | 3,500             | 1,795               | 51%              |
| 2019                  | Luque, Paraguay                             | 2,847                 | 32          | 34,997           | 216                | 2,847             | 1,094               | 38%              |
| 2021                  | Moskva, Nga                                 | 2,500                 | 32          | 53,149           | 472                | 2,500             | 1,661               | 66%              |
| 2024                  | Dubai, Các Tiểu vương quốc Ả Rập Thống nhất | 3,458                 | 32          | 72,893           | 711                | 3,458             | 2,278               | 66%              |
| 2025                  | Victoria, Seychelles                        | 3,572                 | 32          | 79,736           | 795                | 3,572             | 2,492               | 70%              |
| Tổng cộng (2005–2024) | Tổng cộng (2005–2024)                       | Tổng cộng (2005–2024) | 404         | 1,345,145        | 150                | 10,000            | 3,402               | 63%              |

1. 1 2  Hai địa điểm đã được sử dụng; địa điểm nhỏ hơn được sử dụng cho sáu trận đấu và có sức chứa 1.200 người, trong đó có số lượng người vào cửa thấp nhất.[6]
2. ↑  Đây là tỷ lệ phần trăm khán giả tham dự trận chung kết của giải đấu, tính theo tổng số khán giả tham dự tối đa có thể nếu tất cả các trận đấu đều kín chỗ: tổng số cổng vào sân / (sức chứa sân vận động x số trận đấu đã tổ chức).
3. ↑  Con số sức chứa thực tế là khoảng 4.500.[7] Tuy nhiên, đã bị giới hạn ở mức tối đa 2.500 để phù hợp với các biện pháp giãn cách xã hội do ảnh hưởng của đại dịch COVID-19 tại Nga.[8]